# New Atlantis (Mikronation)

Flagge von New Atlantis

Die Republic of New Atlantis war eine Mikronation und wurde am 4. Juli 1964, dem amerikanischen Unabhängigkeitstag, von Leicester Hemingway in internationalen Gewässern in der Karibik, rund 15 Kilometer vor Jamaika in der Nähe von Bluefields auf einem 30 m² großen Floß gegründet. Hemingway, jüngerer Bruder von Ernest Hemingway, nahm, da er Vogelexkremente auf seinem Floß fand, aufgrund des Guano Islands Act die Hälfte des Floßes für die USA in Besitz, die südlichen 15 m² des Floßes beanspruchte er für sich selbst.
Hemingway plante den Ausbau zu einem Zentrum für Meeresforschung. Er wurde „Präsident“ von New Atlantis, gab eine eigene Währung – den New Atlantis Dollar, den es ausschließlich in Papierform und nicht als Münzgeld gab – heraus und druckte eigene Briefmarken; auf der 60-Cent-Briefmarke war zum Beispiel Winston Churchill zu sehen.
New Atlantis hatte sechs Einwohner: Leicester Hemingway und seine Frau Doris, deren Töchter Anne und Hilary, die zu dieser Zeit sieben und drei Jahre alt waren, sowie Edward K. Moss und seine Assistentin Julia Cellini. Moss war CIA-Agent, Cellini die Schwester eines Mafia-Bosses.
New Atlantis wurde 1966 durch einen Sturm zerstört. Mit der Geschichte von New Atlantis beschäftigt sich ein Radio-Feature des Südwestrundfunks von 2010, das auf Interviews mit Leicesters Töchtern Anne und Hilary beruht. New Atlantis war eine Inspiration für Theresia Enzensbergers Roman Auf See (2022). 